# Aéroport de Yangzhou Taizhou
L'aéroport de Yangzhou Taizhou (code IATA : YTY • code OACI : ZSYA), souvent abrégé en aéroport de Yangtai, est un aéroport desservant les villes de Yangzhou et Taizhou en Chine, dans la province du Jiangsu. Il est situé dans la ville de Dinggou dans le District de Jiangdu, à 30 kilomètres du centre de Yangzhou et à 20 kilomètres de Taizhou. Une autre grande ville, Zhenjiang, est également à proximité, sur l'autre rive du Fleuve Yangtze,.

## Histoire
L'aéroport est co-construit et possédé par les villes de Yangzhou (80 %) et de Taizhou (20 %), avec un investissement total de 2.082 milliards de yuans. L'aéroport a été ouvert le 7 mai 2012. Lors de la conception et la phase de construction, il a été appelé aéroport de Suzhong Jiangdu ((zh)) (Suzhong signifie « centre de Jiangsu »), mais a été renommé en novembre 2011 afin de refléter les noms des principales villes qu'elle dessert.

## Installations
Conçu comme un aéroport régional (classe 4C), l'aéroport dispose d'une piste de 2 400 mètres de long et 45 mètres de large. Il dispose d'un terminal de 31 000 mètres carrés  et d'un tarmac de 13 places de stationnement d'aéronefs. Il est conçu pour gérer un trafic annuel de 2 millions de passagers et de 24 000 tonnes de fret d'ici à 2020,.

## Compagnies aériennes et destinations
| Compagnies              | Destinations |
| ----------------------- | --- |
| Air China               | Pékin-Capitale |
| China Airlines          | Taïwan-Taoyuan |
| China Southern Airlines | Canton-Baiyun |
| Kunming Airlines        | Chongqing-Jiangbei, Guiyang, Kunming-Changshui |
| Shenzhen Airlines       | Changchun, Changsha, Dalian-Zhoushuizi, Canton-Baiyun, Harbin Taiping, Nanning, Sanya-Phénix, Shenyang, Shenzhen-Bao'an, Xiamen-Gaoqi, Xi'an-Xianyang |
| Sichuan Airlines        | Chengdu-Shuangliu |
| Spring Airlines         | Bangkok-Suvarnabhumi, Changchun, Fuzhou-Chánglè, Lanzhou, Osaka-Kansai, Phuket,                                                                       |

Édité le 03/02/2018